# Grand Prix Formule 1 van Duitsland 1963
De Grand Prix Formule 1 van Duitsland 1963 werd gehouden op 4 augustus op de Nordschleife van de Nürburgring in Nürburg. Het was de zesde race van het seizoen.

## Uitslag
| Pos. | Nr. | Coureur                 | Constructeur   | Rondes | Tijd / Oorzaak uitval | Grid | Punten |
| ---- | --- | ----------------------- | -------------- | ------ | --------------------- | ---- | ------ |
| 1    | 7   | John Surtees            | Ferrari        | 15     | 2:13:06.8             | 2    | 9      |
| 2    | 3   | Jim Clark               | Lotus-Climax   | 15     | + 1:17.5              | 1    | 6      |
| 3    | 2   | Richie Ginther          | BRM            | 15     | + 2:44.9              | 6    | 4      |
| 4    | 26  | Gerhard Mitter          | Porsche        | 15     | + 8:11.5              | 15   | 3      |
| 5    | 20  | Jim Hall                | Lotus-BRM      | 14     | + 1 Ronde             | 16   | 2      |
| 6    | 16  | Jo Bonnier              | Cooper-Climax  | 14     | + 1 Ronde             | 12   | 1      |
| 7    | 9   | Jack Brabham            | Brabham-Climax | 14     | + 1 Ronde             | 8    |        |
| 8    | 4   | Trevor Taylor           | Lotus-Climax   | 14     | + 1 Ronde             | 18   |        |
| 9    | 18  | Jo Siffert              | Lotus-BRM      | 10     | Differentieel         | 9    |        |
| 10   | 28  | Bernard Collomb         | Lotus-Climax   | 10     | + 5 Rondes            | 21   |        |
| DNF  | 17  | Carel Godin de Beaufort | Porsche        | 9      | Wiel                  | 17   |        |
| DNF  | 6   | Tony Maggs              | Cooper-Climax  | 7      | Motor                 | 10   |        |
| DNF  | 10  | Dan Gurney              | Brabham-Climax | 6      | Versnellingsbak       | 13   |        |
| DNF  | 22  | Mario de Araujo Cabral  | Cooper-Climax  | 6      | Versnellingsbak       | 20   |        |
| DNF  | 24  | Ian Burgess             | Scirocco-BRM   | 5      | Stuurfout             | 19   |        |
| DNF  | 23  | Tony Settember          | Scirocco-BRM   | 5      | Ongeluk               | 22   |        |
| DNF  | 5   | Bruce McLaren           | Cooper-Climax  | 3      | Ongeluk               | 5    |        |
| DNF  | 1   | Graham Hill             | BRM            | 2      | Versnellingsbak       | 4    |        |
| DNF  | 21  | Chris Amon              | Lola-Climax    | 1      | Ongeluk               | 14   |        |
| DNF  | 8   | Willy Mairesse          | Ferrari        | 1      | Ongeluk               | 7    |        |
| DNF  | 14  | Innes Ireland           | Lotus-BRM      | 1      | Ongeluk               | 11   |        |
| DNF  | 15  | Lorenzo Bandini         | BRM            | 0      | Ongeluk               | 3    |        |
| DNQ  | 29  | André Pilette           | Lotus-Climax   |        |                       |      |        |
| DNQ  | 25  | Ian Raby                | Gilby-BRM      |        |                       |      |        |
| DNQ  | 30  | Tim Parnell             | Lotus-Climax   |        |                       |      |        |
| DNQ  | 27  | Kurt Kuhnke             | Lotus-Borgward |        |                       |      |        |
| WD   | 11  | Phil Hill               | ATS            |        | Wagen beschadigd      |      |        |
| WD   | 12  | Giancarlo Baghetti      | ATS            |        | Wagen beschadigd      |      |        |
| WD   | 19  | Masten Gregory          | Lotus-BRM      |        | Wagen niet klaar      |      |        |

## Statistieken
| Pole-position | Jim Clark    | Lotus-Climax | 8:45.8 |
| Snelste ronde | John Surtees | Ferrari      | 8:47.0 |

## Noot
- Dit was de vijftigste Grand Prix-start voor een Zweedse coureur en de 25ste Grand Prix-start voor een Nederlandse coureur.
- Dit was de 99ste en 100ste podiumplaats voor een Britse coureur.
- Dit was de eerste Grand Prix-winst voor John Surtees.

1931 · 1932 · 1934 · 1935 · 1936 · 1937 · 1938 · 1939 · 1951 · 1952 · 1953 · 1954 · 1956 · 1957 · 1958 · 1959 · 1961 · 1962 · 1963 · 1964 · 1965 · 1966 · 1967 · 1968 · 1969 · 1970 · 1971 · 1972 · 1973 · 1974 · 1975 · 1976 · 1977 · 1978 · 1979 · 1980 · 1981 · 1982 · 1983 · 1984 · 1985 · 1986 · 1987 · 1988 · 1989 · 1990 · 1991 · 1992 · 1993 · 1994 · 1995 · 1996 · 1997 · 1998 · 1999 · 2000 · 2001 · 2002 · 2003 · 2004 · 2005 · 2006 · 2008 · 2009 · 2010 · 2011 · 2012 · 2013 · 2014 · 2016 · 2018 · 2019